# Ratusz w Braniewie
Ratusz w Braniewie – zabytek architektury w Braniewie, zbudowany w II poł. XIV wieku w centralnej części rynku starego miasta. Zniszczony w 1945 roku. Ruiny ratusza wpisano do rejestru zabytków 14 grudnia 1957 pod pozycją 127/89. Obiekt współcześnie zachowany do poziomu piwnic.

## Historia ratusza

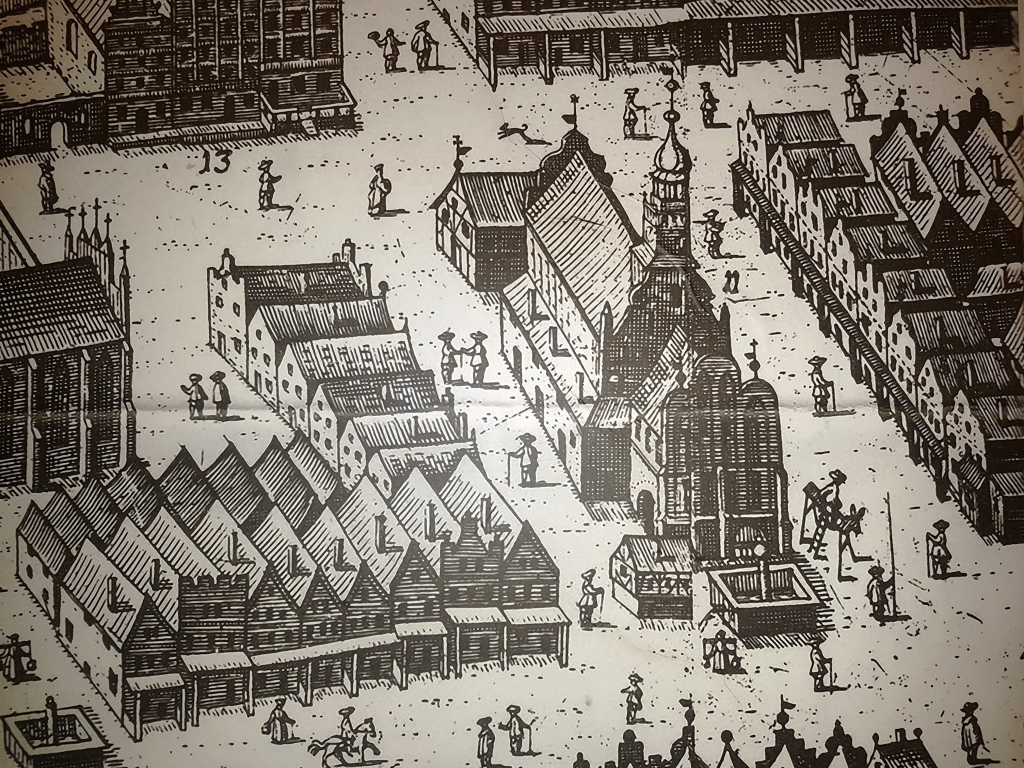
Ratusz w Braniewie na miedziorycie Paula Stertzella i Konrada Götke, 1635

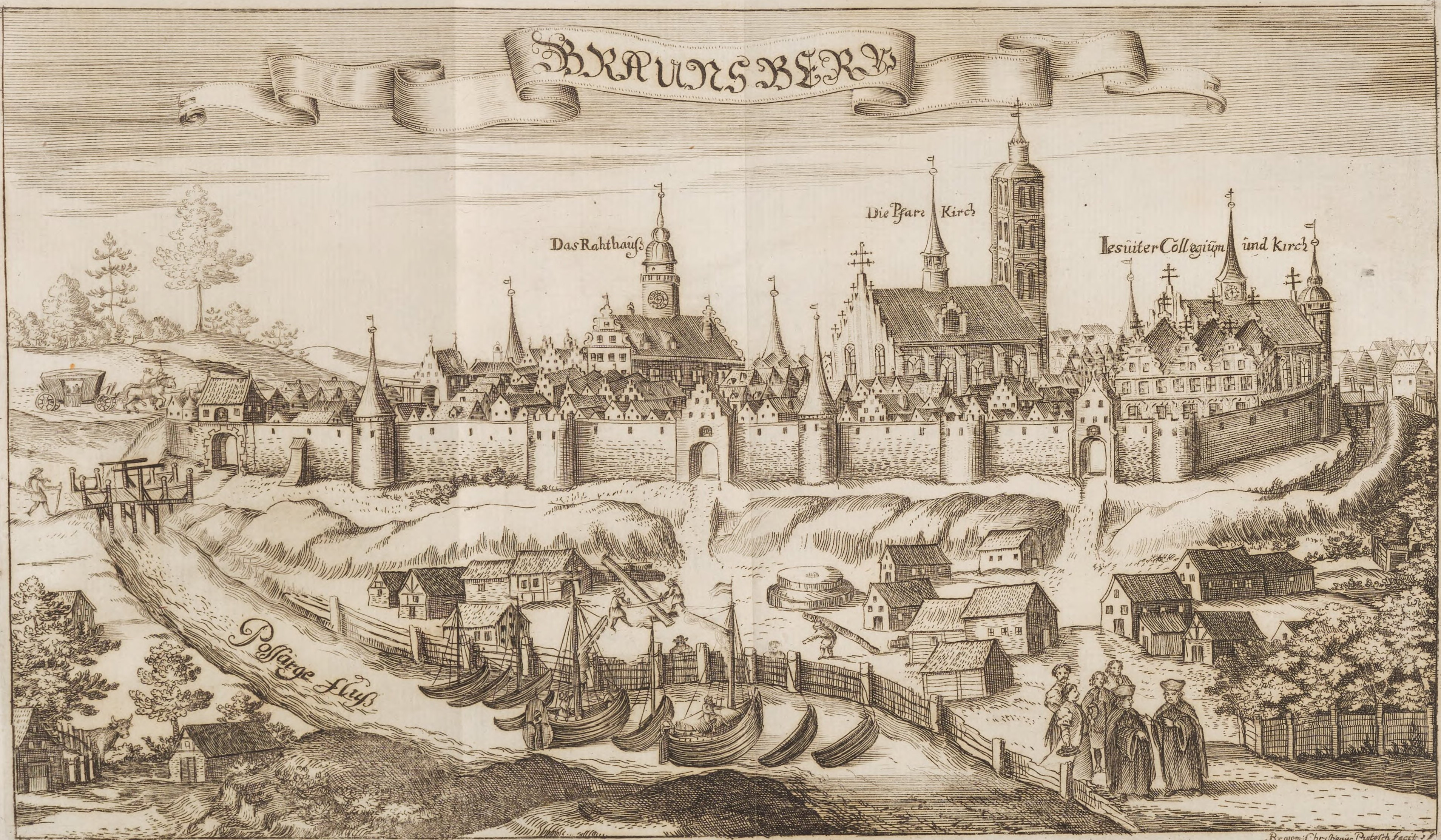
Rycina Braniewa zamieszczona w książce Alt- und neues Preussen, 1684, dzieło Krzysztofa Hartknocha, widoczny ratusz miejski w Braniewie

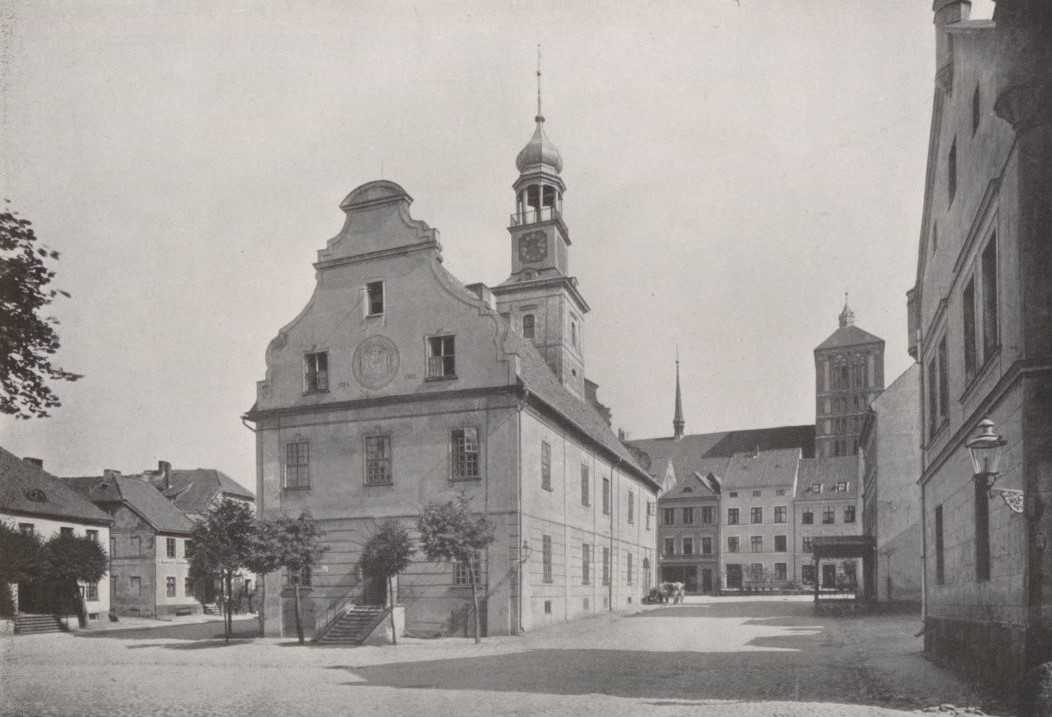
Ratusz od strony poczty, ok. 1915

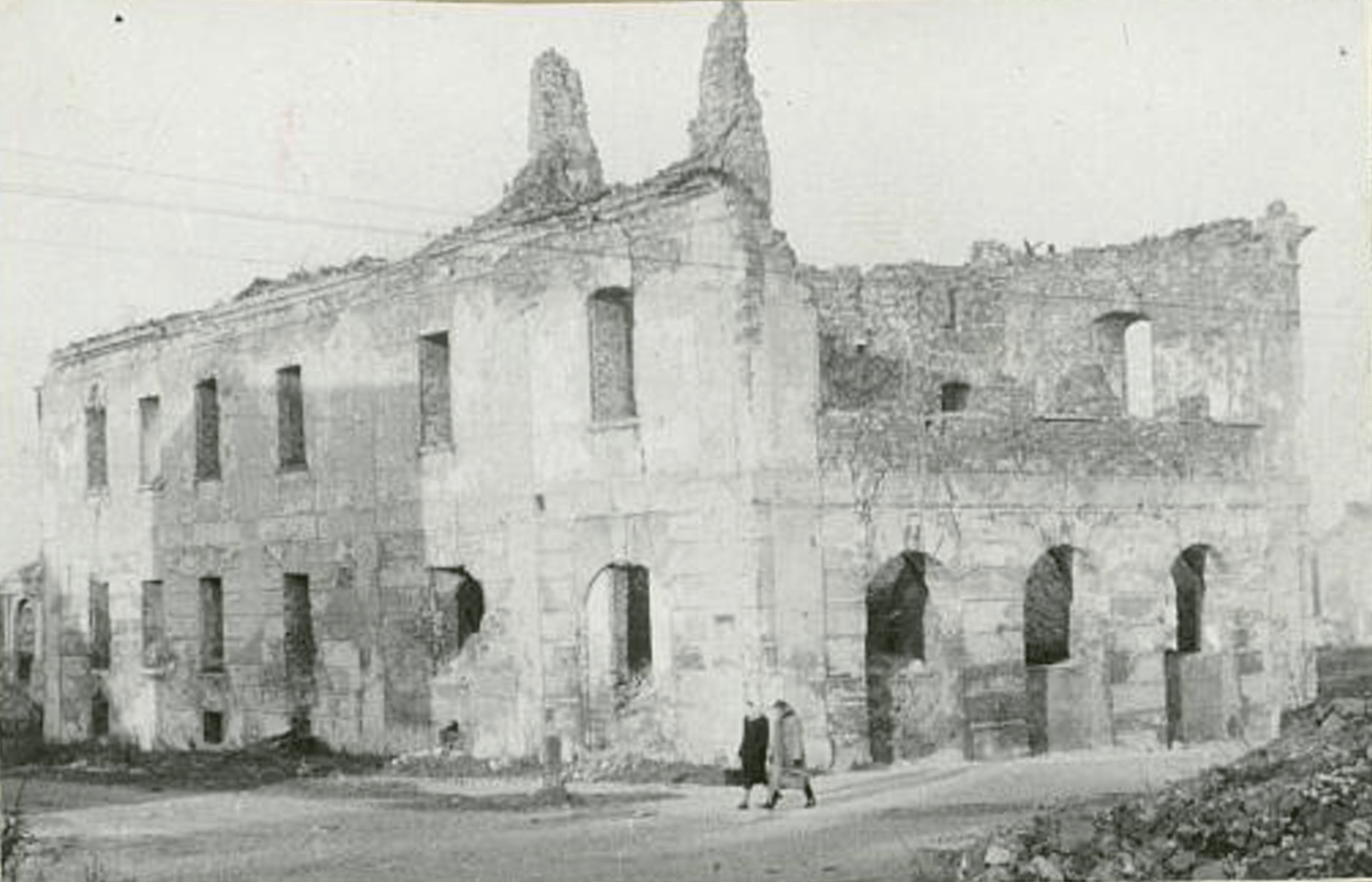
Z kartoteki inwentaryzacji, 15.11.1959

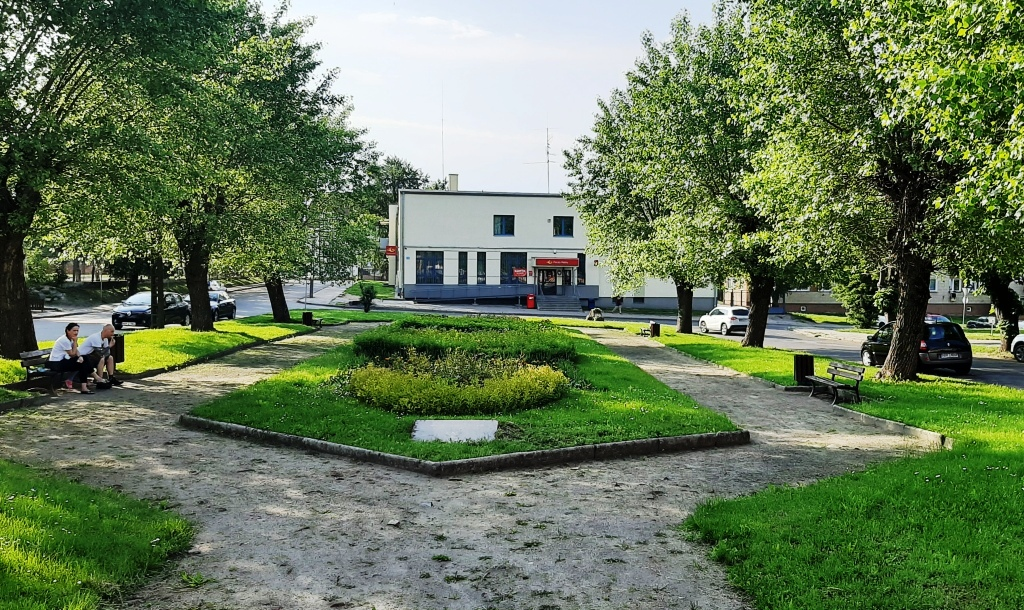
Skwer miejski w miejscu średniowiecznego ratusza, rok 2019

Pierwsze wzmianki o ratuszu w Braniewie pochodzą z 1364 roku. Pierwotna bryła była niewielka, wzniesiona w stylu gotyckim, otoczona kramami kupieckimi. Następnie, w kolejnych stuleciach, ratusz był kilkakrotnie przebudowywany, m.in. w latach 1741, 1798 i ostatni raz w 1921. Do 1945 roku ratusz pozostawał siedzibą władz miejskich. Posiedzenia rady miasta odbywały się w sali na pierwszym piętrze (Magistratssitzungssaal), wzmiankowanej już w 1481 roku.
Największe znaczenie zyskiwał ratusz miejski podczas corocznego wyboru władz miejskich, tzw. kiery (z niem. Kür – wybór, elekcja). W ratuszu przyjmowano również poselstwa, prowadzono ważne narady oraz zbierano podatki. Obiekt ten również był miejscem rozrywki i zabaw elit miejskich. W dniach sądowych, a także z okazji kiery, świąt Wielkanocy, Zesłania Ducha Świętego (Zielonych Świątek) i Bożego Narodzenia rada miała prawo do ucztowania, a przy okazji mogła otrzymywać różne podarunki pieniężne, jak też w winie i miodzie. Od 1639 roku zaczęto ograniczać uczty z okazji kiery, a w zamian za pracę kamlarz (zarządca skarbca) wypłacał rajcom i notariuszowi wynagrodzenie. Nadzór nad ratuszem sprawował starszy sługa rady miejskiej (der oberste Diener), który z racji stałej gotowości do pełnienia służby zamieszkiwał albo w budynku ratusza, albo w budynku przyległym. W przylegających od wschodu do ratusza zabudowaniach (tzw. budach) znajdowały się mieszkania ważniejszych pracowników miejskich, m.in.: pisarza, murarza miejskiego akuszerki, lekarza. W piwnicach ratusza, w południowo-wschodnim narożu znajdowała się cela więzienna na 5 metrów długa, do której wejście było od strony podcieniowej (ul. Długiej), a w pobliżu ratusza znajdował się pręgierz do publicznego wymierzania kar pospolitym przestępcom. Przed ratuszem znajdowała się też studnia (widoczna na planie Sterzella), która funkcjonowała do uruchomienia wodociągów miejskich (1897).
W ostatnim roku II wojny światowej, w lutym 1945, działania wojenne dotarły do Braniewa. Pierwsze sowieckie bomby spadły na miasto 5 lutego, zaś ratusz został trafiony po raz pierwszy 6 lutego przez pocisk artyleryjski i tego też dnia został zamknięty dla mieszkańców. W następnych dniach ucierpiał również od bomb podczas nalotów lotnictwa Armii Czerwonej, a piękne jeszcze dopiero co miasto legło całe w gruzach (80–85% zniszczeń). Miasto zostało zajęte przez wojska radzieckie 20 marca. W wyniku działań wojennych gmach ratusza doznał poważnych uszkodzeń, jednak, co pokazują powojenne zdjęcia, mury magistratu przetrwały wojenną pożogę.
14 grudnia 1957 zrujnowany średniowieczny ratusz zdołano jeszcze wpisać do rejestru zabytków pod pozycją B/38 (534/97) z 14.12.1957.
Jeszcze podczas inwentaryzacj w 1959 (załącznik do kartoteki na zdjęciu) zanotowano: zachowane mury obwodowe do wysokości gzymu wieńczącego oraz ściany podziału wewnętrznego. Rzut na planie prostokąta na osi pn.-pd. z dawną elewacja frontową, od pd. Podpiwniczony, piętrowy. Okna zamknięte łukami odcinkowymi. W części zachodniej widoczne partie muru pochodzące z budowli XIV-wiecznej.
Uchowanie się całych lat murów ratusza na nic się nie zdało, włodarze miasta nie ratowali tej niemal 600-letniej ich siedziby. Prowadzone odgruzowywania i rozbiórki w śródmieściu zniszczyły bezpowrotnie zabytkowy charakter całego Starego Miasta. Zamiast ratować historyczny obiekt, mury zostały rozebrane. Dopisek w kartotece inwentaryzacyjnej „1962 rozebrany”, wskazuje rok rozebrania murów ratusza do poziomu gruntu.
Od tego czasu do października 2022 znajdował się w tym miejscu skwer miejski.

## Architektura

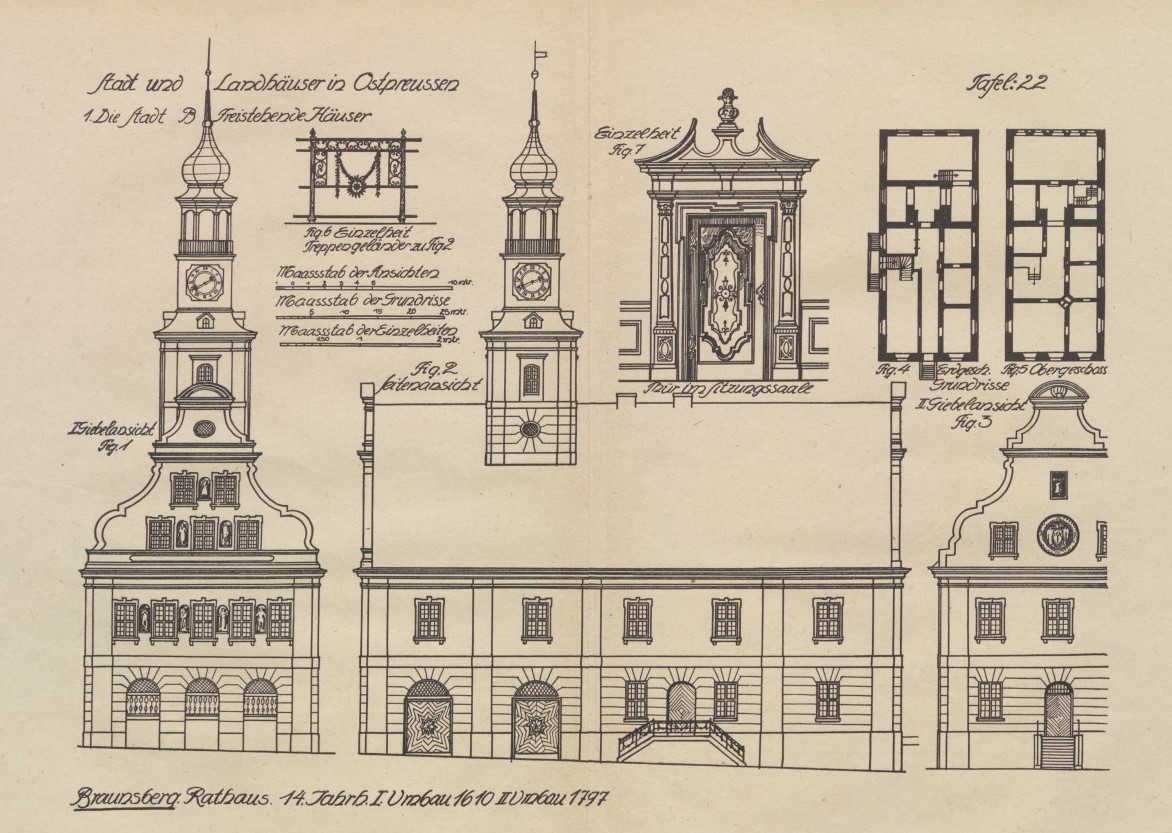
Plan ratusza, opracowany przez architekta Richarda Dethlefsena

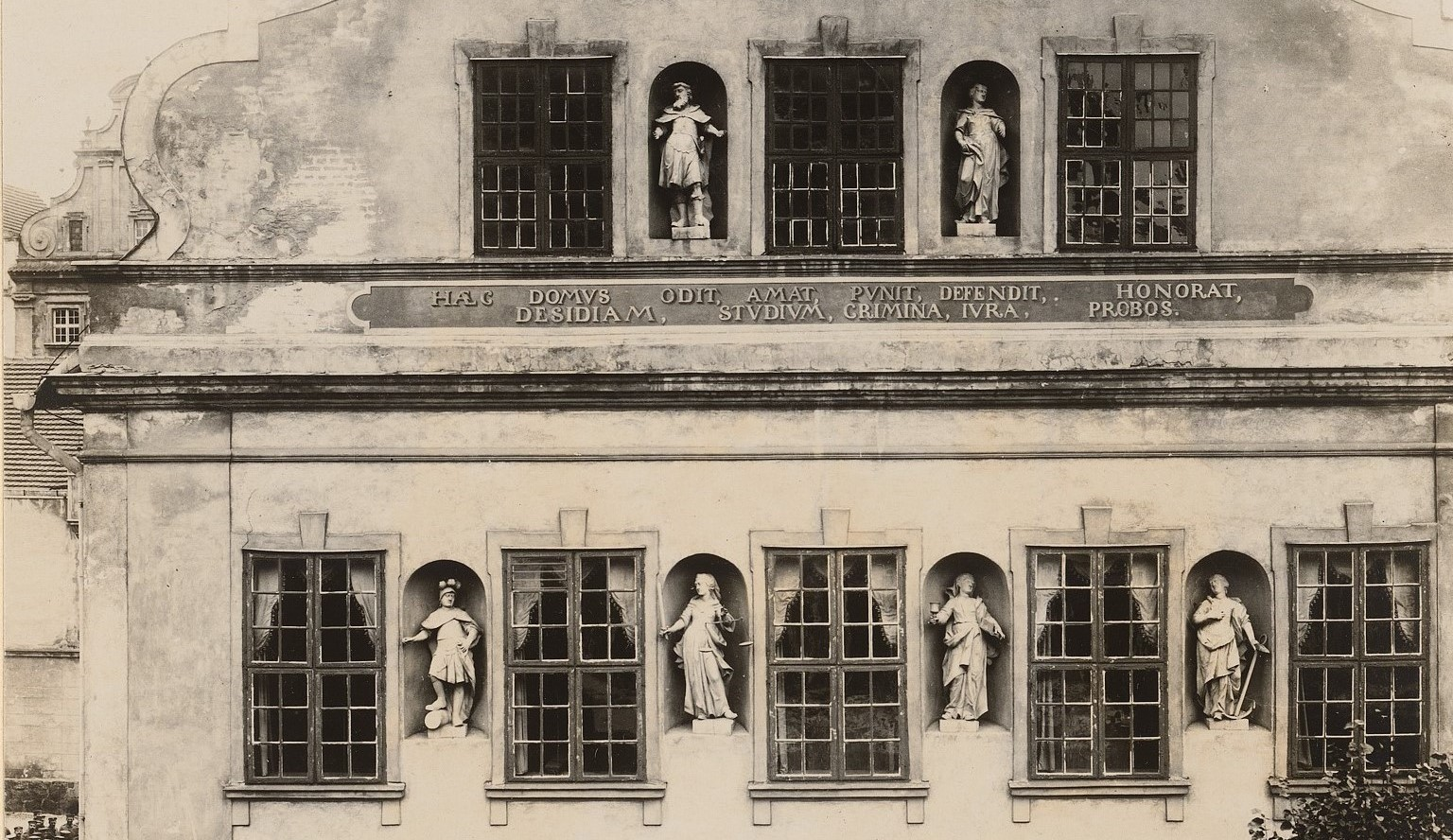
Haec domus odit desidiam, amat studium, punit crimina, defendit iura, honorat probos

Braniewski ratusz był murowany z cegły, otynkowany, dwukondygnacyjny. Wzniesiony został na rzucie prostokąta. Elewacja w dolnej kondygnacji ujęta została w boniowane pasy poziome. Główne wejście do budynku znajdowało się od strony północnej. W szczycie frontowym, od strony ulicy Długiej (Langgasse), w dolnej kondygnacji znajdowała się galeria arkad. W 1610 roku otrzymał drewnianą wieżę dzwonną. Na wieży ratuszowej zawisły dzwony ratuszowe (Ratsglocke), a od północnej strony szczytu dzwony alarmowe (Feuerglocke). W 1613 roku gmina miejska zebrała szos w wysokości 803 florenów na zakup zegara ratuszowego, do którego obsługi powołany został specjalny pracownik, tzw. zegarowy (Segersteller). Znaczna przebudowa miała miejsce w 1741 roku, po której w górnej kondygnacji ratusza umieszczone zostały w niszach drewniane figury alegoryczne – postacie kobiece – symbolizujące cnoty teologiczne: wiarę, nadzieję i miłość, oraz niżej w rzędzie również w niszach cztery cnoty kardynalne: roztropność, sprawiedliwość, wstrzemięźliwość i męstwo. Pomiędzy rzędami tych figur widniał napis: „Haec domus odit desidiam” (Ten dom nienawidzi lenistwa), „amat studium” (kocha pracowitość) i „punit crimina” (karze przestępstwa), „defendit iura” (broni prawa), „honorat probos” (nagradza prawych). W elewacjach znajdowały się niewielkie, prostokątne okna w opaskach gzymsowych. Oba szczyty ozdobione zostały spływami wolutowymi. Całość przykryta była dachem dwuspadowym z dachówki. Na jego szczycie znajdowała się czteroboczna, dwukondygnacyjna wieżyczka zegarowa z przejściowym zadaszeniem. Zwieńczona była cebulastym hełmem osadzonym na sześciu kolumnach, tworzących galerię widokową.

## Plany odbudowy ratusza

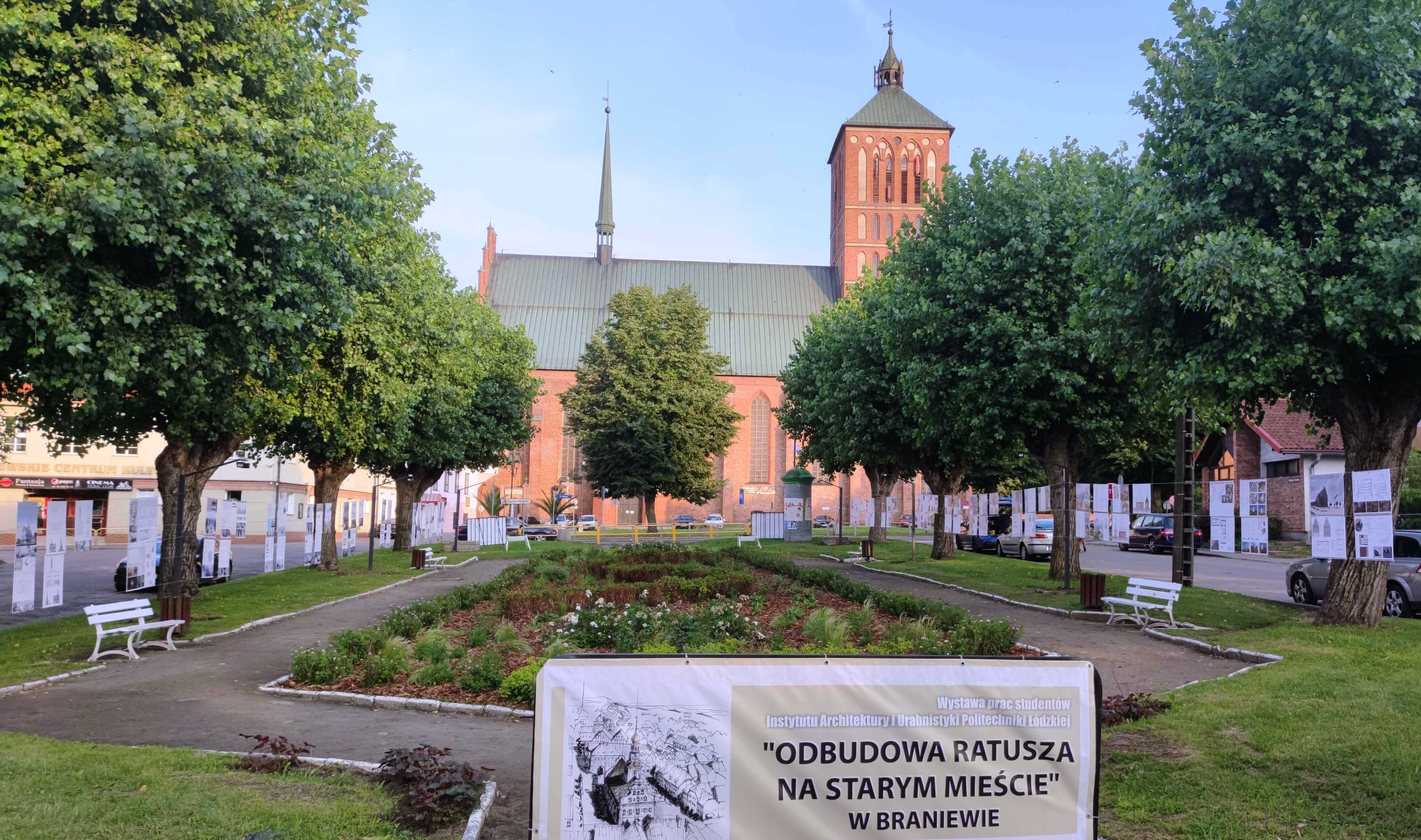
Wystawa prac studentów PŁ, różne wizje odbudowy ratusza w Braniewie

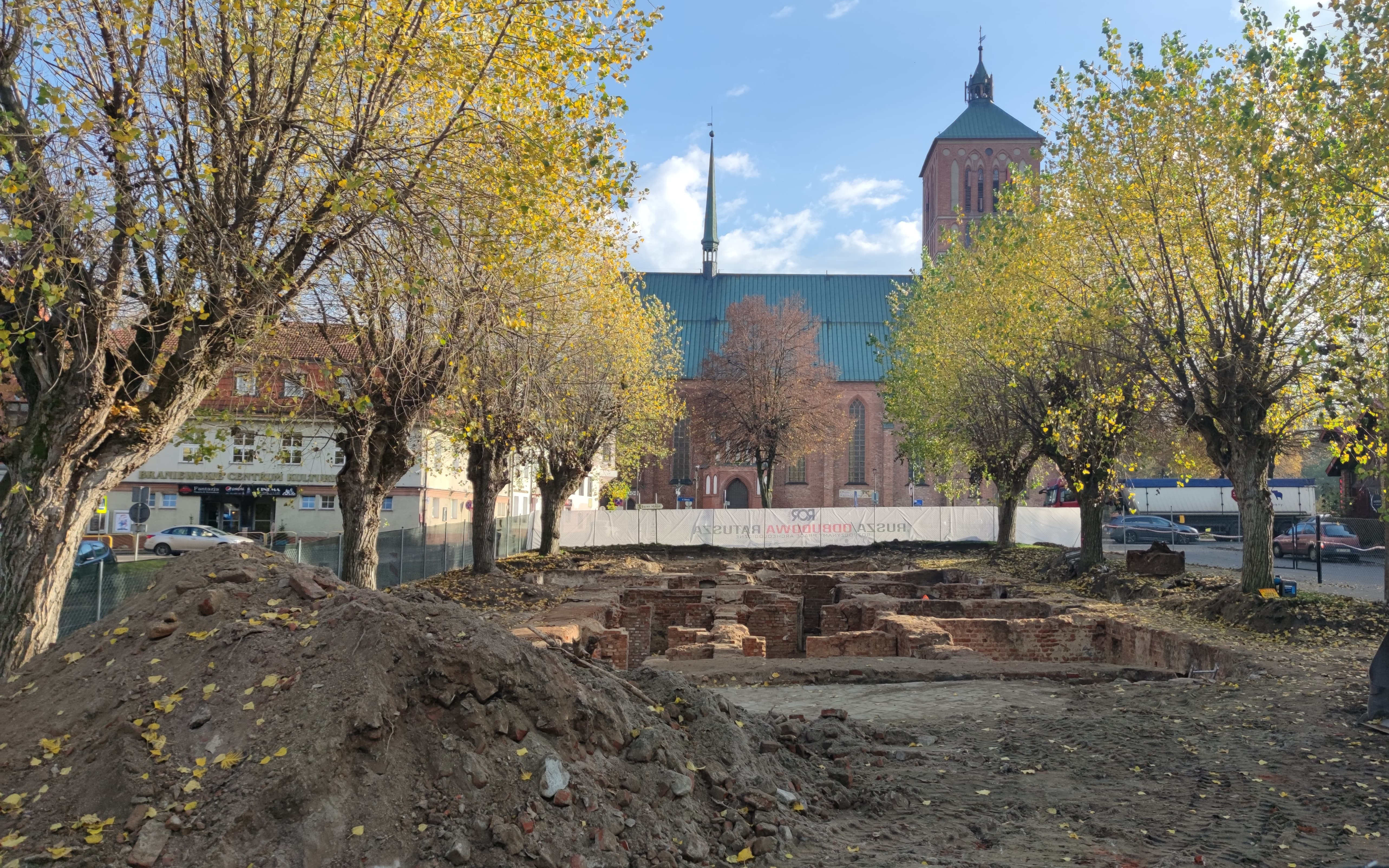
Prace archeologiczne, październik 2022

Plan odbudowy ratusza w Braniewie jest często podnoszoną kwestią przez władze lokalne i samych mieszkańców miasta. W 2021 roku nadzieje podsycili studenci Instytutu Architektury i Urbanistyki Politechniki Łódzkiej, przedstawiając różne koncepcje urbanistyczno-architektoniczne odbudowy ratusza. Prace studentów, wykonane pod kierunkiem dra hab. Jana Salma, zostały następnie wystawione w formie instalacji w miejscu ratusza; otwarcie wystawy miało miejsce 16 lipca 2021 roku. Od 7 października 2022 są prowadzone prace archeologiczne na poziomie piwnic średniowiecznego ratusza, jako pierwszy krok w kierunku jego odbudowy.